# 金斯頓埃斯泰茨 (新澤西州)
金斯頓埃斯泰茨（英語：Kingston Estates）是位於美國新澤西州康登縣的普查規定居民點。

## 人口
根據2020年美國人口普查的數據，金斯頓埃斯泰茨的面積為3.00平方千米，皆為陸地。當地共有人口6322人，而人口密度為每平方千米2,107.33人。